# Notodden FK
Maillots
Dernière mise à jour : 28 mars 2024.
Le Notodden FK est un club norvégien de football basé à Notodden.

## Historique
- 1999 : Snögg Fotball et Heddal IL fusionnent sous le nom de Notodden FK
- 2007 à 2009, puis 2012 : le club évolue en deuxième division